# Базилика Святых Ульриха и Афры
Базилика Святых Ульриха и Афры (нем. Basilika St. Ulrich und Afra) — римско-католический храм в составе бенедиктинского монастыря Святых Ульриха и Афры в Аугсбурге (Бавария).

## История базилики
Со времён протестантства базилика святых Афры и Ульриха стоит вместе с соседкой — евангелической церковью святого Ульриха. В городе есть ещё несколько мест, где евангелическая и католическая церкви стоят рядом. Это церкви Святого Духа недалеко от Дома и церкви Святого Йохана и Святого Томаса на Ульмерштрассе. Холм, на котором расположена базилика, был освящён христианскими церквями ещё в эпоху раннего Средневековья. Сюда с пятого века шли паломники: поклониться Святой Афре. В 973-м году к мощам святой Афры были добавлены мощи епископа Ульриха — спасителя города от язычников-венгров. Позднеримская церковь в седьмом веке сменилась базиликой эпохи Меровингов, ещё через столетие на месте меровингской церкви появилась базилика времён Каролингов. В начале одиннадцатого века и эта базилика исчезла: уступила место церкви в стиле раннего романского искусства. Но холм находился вне городских укреплений, и поэтому церкви и окружавшие их строения часто гибли от вторжений неприятеля и пожаров. Всё изменилось, когда в 1012 году рядом с церковью появился бенедиктинский монастырь Святых Ульриха и Афры. Появление монастыря сделало этот район более оживлённым, а это усилило его безопасность. Церковь стала монастырской. Тогда она была где-то на треть короче, чем сегодня, а её южная сторона — шире северной.
Современная церковь — пятая или шестая по счёту на этом холме. Она ведёт свою родословную с 1474 года. Кирпичную постройку вчерне закончил в 1500 году архитектор Энгельберг. Он, кстати, строил и знаменитый собор в Ульме. Вчерне, потому что строительство собора продолжалось ещё очень долго. Те или иные причины время от времени приводили к застою строительных работ, а потом удача или божественное проведение снова возвращали их к жизни. Когда же стал приближаться 1300-летний юбилей Святой Афры, строители поторопились. Церковь, наконец, сдали заказчику в 1604 году. Базилика принадлежала монастырю — имперскому аббатству ордена Святого Бенедикта. В 1802 году начались процессы секуляризации, то есть ликвидации церковных владений. Церковь понизили в чине — превратили просто в приходскую, и пришлось ждать почти полтора века, пока базилика вернула себе церковный чин. В 1937 году церковь Святых Афры и Ульриха стала папской базиликой, перейдя в прямое подчинение
Ватикану.

## Алтарь
Центральный алтарь базилики находится в помещении, предназначенном для хора. Высота алтаря составляет от 21 до 23,5 метров. Автор резьбы алтаря — Ханс Деглер (Hans Degler) из Вальхайма. Автор росписи и передней, и обратной стороны алтаря — Эллиас Гройтер (Ellias Greuter). Центральный алтарь был освящён в 1607 году.
Северная (левая) сторона алтаря посвящена Святой Афре. Центральная сцена показывает чудо вознесения на небо Святой Афры из пламени огня. Чудо объясняется отказом Афры поклоняться идолам (языческим богам) и покровительством Бога. Из трёх святых -покровителей Аугсбурга, Святая Афра — единственная, принявшая мученическую смерть ради веры. Дни Святой Афры отмечают с 7 по 15 августа. Эта сторона алтаря свой второй темой имеет праздник Троицы.
Южная (правая) сторона алтаря посвящена Святому Ульриху. Центральная тема -вознесение Христа. Поэтому второй темой южной стороны алтаря считается праздник Пасхи. В верхней части изображена молитва Святого Ульриха. Рядом — Святой Бенедикт и его сестра Схоластика.
Центральная часть алтаря посвящена Святому Нарциссу и изображает вочеловечивание Христа. Вторая тема центральной части алтаря -праздник Рождества.
Распятие на алтаре священника (Pfarraltar) создано скульптором из Шонгау Хансом Райхле (Hans Reichle). Райхле в течение шести лет, с 1588 по 1694, был помощником работавшего в Аугсбурге Джованни ди Болонья. Отлил же распятие из бронзы самый известный аугсбургский литейщик того времени Вольфганг Найдхарт (Wolfgang Neidhart) в 1605 году.

## Скиния
В базилике стоит высокая скиния в виде шатра пирамидальной формы(Sakramensthaus) . Жертвенник (Opfertisch0, кафедра (Verkündigungspult) и скиния были освящены одновременно в октябре 1985 года. Авторство скинии принадлежит скульптору Фридриху Колеру (Friedrich Koller) из города Лауфена (округ Берхтесгаден). Скульптор использовал для скинии бежевый французский ракушечник. Высота скинии −7,5 метров. Она украшена позолоченным завершением и решёткой. Продолговатые линии высокой скинии гармонично сочетаются с продолговатыми готическими линиями колонн базилики. Царственная фигура «Мадонна с младенцем» авторства Грегора Эрхарта (Gregor Erhart), созданная в 1500 году, стоит первой в группе из четырёх фигур.

## Капеллы
По правую руку от алтаря (если стоять к алтарю лицом) находятся четыре капеллы (часовни): Святого Георгия, Святого Андрея, Святого Зимперта и Святого Бенедикта. Три из них (все, кроме капеллы Святого Зимперта) принадлежали в своё время богатейшему семейству Фуггеров, купивших их в XVI веке у базилики. У капелл Святого Андрея и рядом расположенной капеллы Святого Зимперта общий шкаф из разноцветного мрамора. Шкаф украшен фамильными лилиями графов Фуггеров и фамильной розой графини Сибиллы фон Эберштайн, супруги Маркуса Фуггера. На шкафу стоят 13 статуй из терракоты, изготовленных флорентийским мастером Карлом Палладио: Христос и 12 апостолов.
Свод над капеллой Святого Бенедикта украшен звёздами. На замковом камне этого свода — герб Штаммлера фон Аста. Капелла Святого Бенедикта построена в 1590 году Вайтом Ригером как усыпальница Октавиана Секонда Фуггера. Красный мрамор, употреблённый для герба, был доставлен из месторождения, принадлежавшего Фуггерам, в Кирххайме -Вайзенхорн. Алтарь капеллы в виде триумфальной арки создан Венделем Дитрихом, роспись алтаря принадлежит Петеру Кандиду и датирована 1592 годом. В изображении прославления Матери Божьей Святыми Бенедиктом и Франциском на заднем плане угадываются черты Аугсбурга того времени.
Капелла Святого Андрея возведена фамилией Фуггер в 1480 году и была перестроена в усыпальницу Маркуса Фуггера в 1578—1584 годах. Капелла украшена трёхэтажным алтарём в виде складня с крыльями (Flügelaltar) из мрамора и позолоченного золота. Главные темы изображений алтаря — распятие Христа и страсти Христовы. Автор проекта алтаря — Фридрих Сустрис, мастер, создавший алтарь — Вендель Дитрих.
Капелла Святого Георгия построена в 1480 году и в 1563 году стала усыпальницей Георга Фуггера. Эпитафия Иоганна Якоба Фуггера и Урсулы фон Харрах возникла в 1554—1558 годах и предназначалась сначала для Доминиканской церкви. На ставнях алтаря изображены Мария с ангелами и Святые Ульрих и Афра. Изображение принадлежит авторству Петера Кандида по эскизу Кристофа Шварца и датировано 1594 годом. На заднем плане изображения угадываются виды Аугсбурга. Сам же алтарь окончательно оформлен в 1629 году.
Капелла Святого Зимперта — это место успокоения покинувшего мир в 807 году Святого Зимперта, бывшего племянником Карла Великого. Мраморное ложе и лежащая на нём фигура святого изготовлены в 1714 году мастером из Фюссена Иоганном Якобом Херкоммерсом. Изображение волчицы, приносящей в своей пасти ребёнка, связано с известной легендой о спасении пропавшего ребёнка молитвами Святого Зимперта. Мощи святого находятся в алтаре базилики.
Капелла Святого Бартоломея основана Антоном Фуггером в 1589 году и находится на северо-восточной стороне базилики. В 1596—1602 годах капелла перестроена в усыпальницу Филиппа Эдуарда Фуггера и его супруги. В капелле Святого Бартоломея находятся около 30 русских икон, написанных в период с XVII по XIX век. Их присутствие привлекает в базилику посетителей из восточной стороны христианского мира.
Marienkapelle и Schneckenkapelle находятся сзади сакральной части базилики. Они построены в 1600 году и скрывают ранний Главный алтарь, созданный резчиками в 1570 году в стиле готики.
На южной стороне базилики находится вход в хранилище священных реликвий с многочисленными церковными
сокровищами. Среди этих сокровищ — золотая патена для возложения главной гостии, изготовленная неизвестными мастерами в XIV веке.

## Орган

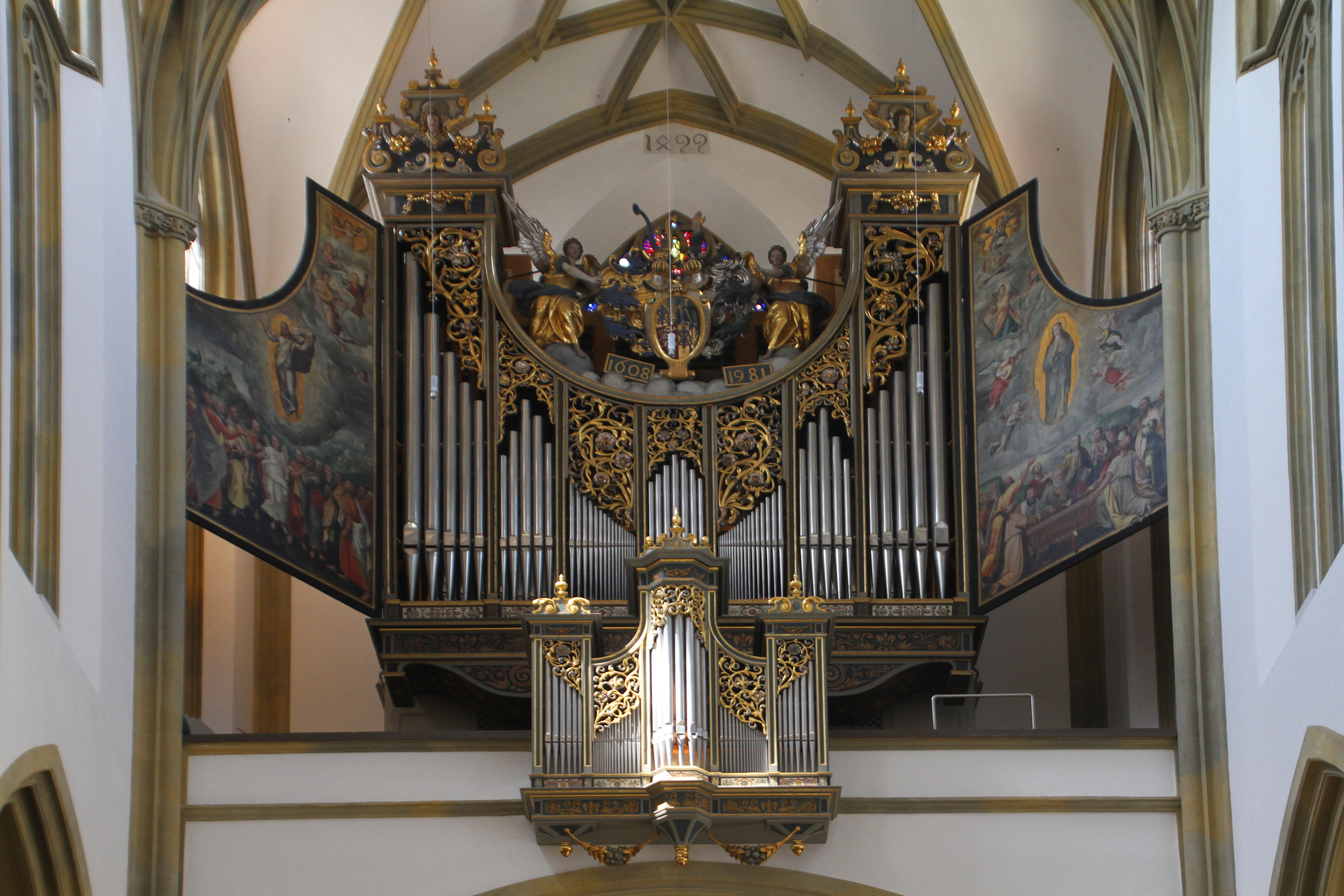

На западной стороне среднего нефа базилики находится орган Ульриха (Ulrichsorgel). Его корпус ведёт своё происхождение с 1608 года. Причём нишу для размещения органа стали готовить раньше на два года, и этот процесс перестройки западной стороны финансировался Якобом Фуггером Третьим. Проект перестройки и ниши для органа принадлежит Маттиасу Кагерсу, а реализовывал проект архитектор и инженер Паулюс Третий Майр. Майр не только построил нишу, но и создал роспись по обе стороны органа, повествующую о вознесении на небо Христа и Матери Божьей. Орган много раз за свою историю переделывался и ремонтировался. Последний раз это произошло в 1982—1988 годах, когда орган обновляла фирма Sandtner из города Диллингена. Орган имеет 68 звучащих регистров и управляется мануальными устройствами и с помощью педалей. В его устройстве сочетаются самые разные из общепринятых технических решений в области строительства органов. Двери с внешней стороны органа были впоследствии сняты и висят теперь на южной стороне хоров.

## Архитектура

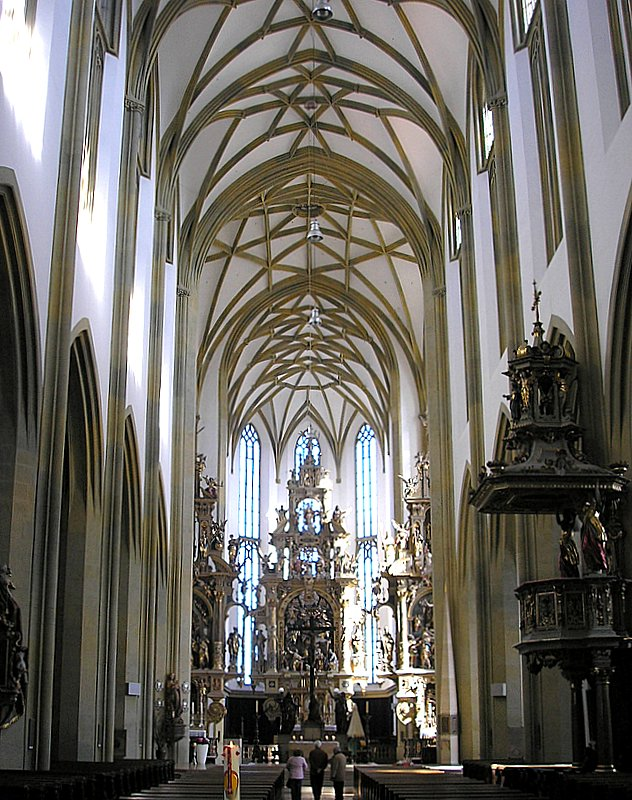

Архитектура базилики несёт в себе следы разных стилей и разных эпох. Когда-то базилика одиноко и торжественно высилась на Молочной горе, поражая торжественной простотой и строгой монументальностью монастырской церкви. Теперь внешний вид базилики в значительной степени закрыт окружающими зданиями, и прежнее впечатление исчезло. Часть этого впечатления возвращает белый цвет штукатурки, которой облицованы башня и стены базилики. Отказ архитекторов открыто показать систему распорок, как это делается во многих храмах, тоже повлиял на вид базилики, придав этому виды изысканность и утончённость подчёркнуто художественных форм. Со стороны улицы Максимилиана базилика по-прежнему открыта, и её профиль как бы замыкает центральную улицу Аугсбурга, образуя эффектное завершение. Особенно впечатляет этот вид вечером, когда базилика получает подсветку, и её вид приобретает значительную часть прежней торжественности и загадочности.
Как и все базилики, строение на Молочной горе имеет в своей основе план прямоугольной формы. Это план трёхнефного корабля традиционной формы. Но эта основа со временем изменилась. Появился поперечный неф и вытянутая продолговатая линия восточного хора. Из архитектуры первоначального плана остались порталы, ажурная резьба порталов и столбы распорок. Порталы изначально были предназначены для внимательного осмотра, и поэтому они богато украшены каменной резьбой. Базилика построена из песчаника, а такой материал даёт богатые возможности для резчиков по камню. Основные декоративные мотивы резьбы порталов — фиалки и линии в виде плавных дуг.
Базилику украшает башня восьмиугольной формы. Планировалось построить две башни: на восточной стороне башни и на западной, но построена только восточная. Высокие стрельчатые окна размещены между четырёхугольными контрфорсами.
Особенный колорит базилике придаёт пристроенная к ней евангелическая церковь Святого Ульриха. Это сюжет самых популярных туристических фотографий по Аугсбургу: мирное соседство двух ветвей христианской религии. Но на самом деле церковь Святого Ульриха изначально была католической церковью. Она построена в 1497 году и выполняла роль приходской церкви для католических прихожан, живших рядом с монастырём и базиликой. Приходская церковь понадобилась, чтобы разделить приходские богослужения и богослужения, которые проводил монастырь и притч базилики. Лишь в 1710 году, когда распри между католиками и протестантами окончательно утихли, эту церковь передали евангелической общине, в ведении которой она находится и сейчас.